# Poljanica Okićka
Poljanica Okićka je naseljeno mjesto u Republici Hrvatskoj u Zagrebačkoj županiji.

## Zemljopis
Administrativno je u sastavu općine Klinča Sela. Naselje se proteže na površini od 2,12 km².

## Stanovništvo
Prema popisu stanovništva iz 2001. godine u Poljanici Okićkoj živi 12 stanovnika i to u 8 kućanstava. Gustoća naseljenosti iznosi 5,66 st./km².
| broj stanovnika | 106   | 119   | 114   | 143   | 149   | 165   | 151   | 170   | 183   | 187   | 129   | 64    | 29    | 20    | 12    | 4     | 5     |
|                 | 1857. | 1869. | 1880. | 1890. | 1900. | 1910. | 1921. | 1931. | 1948. | 1953. | 1961. | 1971. | 1981. | 1991. | 2001. | 2011. | 2021. |